# Siergiej Taratynow
Siergiej Taratynow (ros. Сергей Таратынов; ur. 30 grudnia 1982 r.) – rosyjski kulturysta. Mistrz Rosji oraz świata w kulturystyce.

## Życiorys
Ma siostry, Jelenę i Anję. Pochodzi z Sarańska, miasta Republiki Mordowii. W latach 1999−2004 studiował na miejscowym uniwersytecie.
Kulturystykę zaczął uprawiać jako piętnastolatek. W 2005 roku brał udział w pierwszych zawodach sportowych. Uzyskiwał tytuł Mistrza Republiki Mordowii w kulturystyce. Wiosną 2013 i 2014 roku zdobywał złote medale w trakcie Mistrzostw Rosji, organizowanych przez World Fitness Federation (WFF). W maju 2014 przyznano mu tytuł Mistrza Świata w kulturystyce, w kategorii fitness/Classic 1. Podczas tych samych zawodów objął pierwsze miejsce na podium w kategorii par.
Żonaty z lekarką, ma córkę. Mieszka w rodzimym Sarańsku. Pracuje w firmie Gogol Center (Гоголь-центр); przygotowuje też kulturystów do udziału w zawodach sportowych. Jako idola podaje Arnolda Schwarzeneggera, z którym − jako uważa − wiele go łączy.

## Warunki fizyczne
- obwód bicepsa: 45 cm

## Wybrane osiągnięcia
- 2005, Mistrzostwa Republiki Mordowii w kulturystyce, kategoria ogólna − IX m-ce[1]
- 2013, Mistrzostwa Republiki Mordowii w kulturystyce, kategoria ogólna − I m-ce
- 2013, Mistrzostwa Rosji w kulturystyce, federacja WFF, kategoria fitness/męski performance − I m-ce
- 2014, Mistrzostwa Rosji w kulturystyce, federacja WFF, kategoria fitness/klasa 5 − I m-ce
- 2014, Mistrzostwa Świata w kulturystyce, federacja WFF/WBBF, kategoria fitness/Classic 1 − I m-ce
- 2014, Mistrzostwa Świata w kulturystyce, federacja WFF/WBBF, kategoria par − I m-ce[1]